# Gravettien

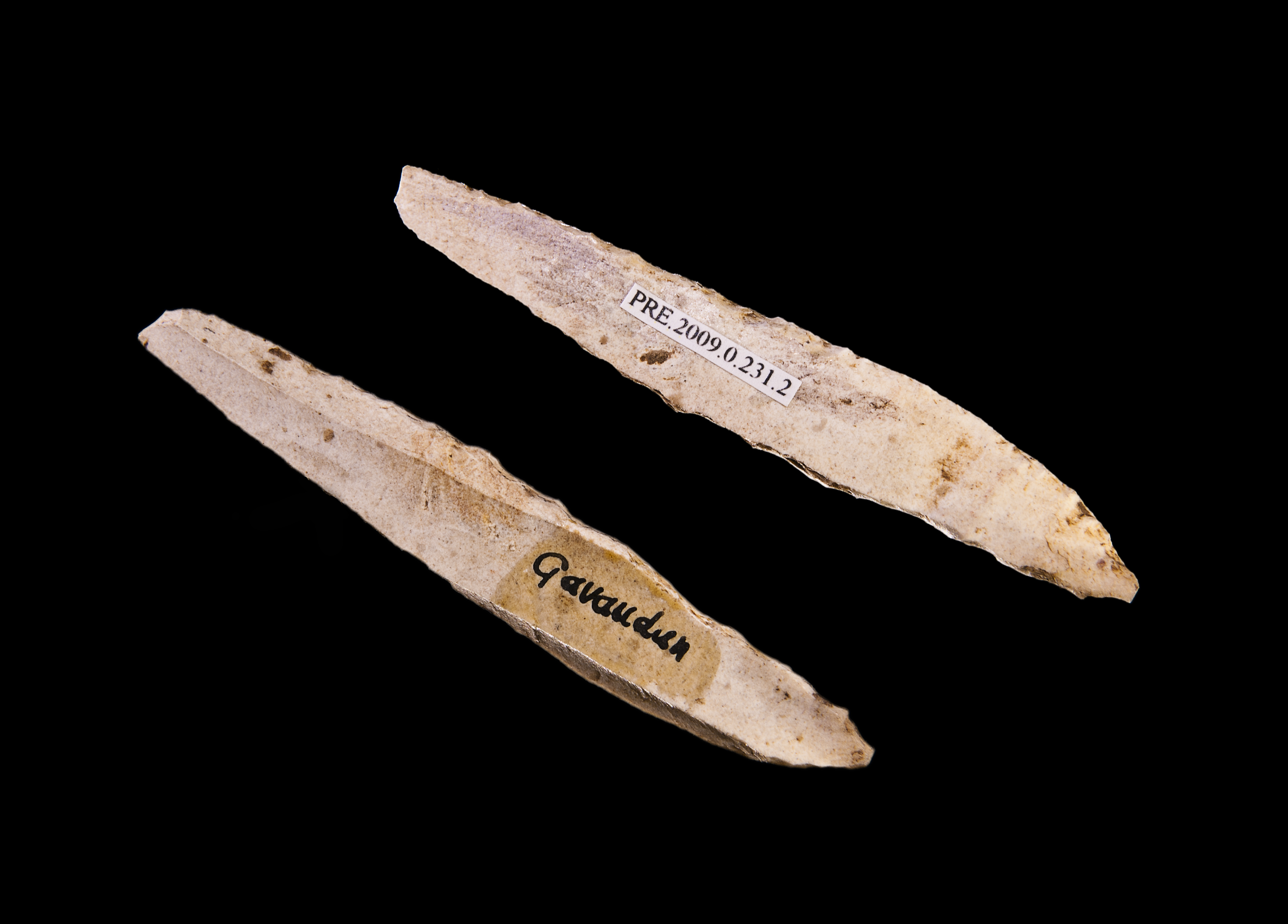
Gravettespits

Het Gravettien, ook Gravettecultuur of Gravettiaan geheten, was een archeologische cultuur van het laatpaleolithicum in Europa. Het is genoemd naar de typevindplaats La Gravette bij Bayac in de Franse Dordogne en dateert van tussen 28.000 en 22.000 jaar geleden. Het Gravettien is de opvolger van het Aurignacien. 
De belangrijkste vindplaatsen zijn in Centraal-Europa, onder meer te Dolní Věstonice en Willendorf in der Wachau. Door sommige archeologen wordt de term Pavlovien gebruikt voor de vindplaatsen in Moravië, Neder-Oostenrijk en Slowakije, andere auteurs gebruiken ook daar de naam Gravettien, om de in wezen grote eenheid van deze archeologische cultuur aan te geven.
Het kenmerkende stenen werktuig van de industrie is een kleine puntige kling met een stompe maar rechte achterkant, die bekendstaat als de Gravettespits.
Tot de artistieke uitingen behoren de zgen. "Venusbeeldjes" van steen, been of klei. De vindplaatsen zijn verspreid over Spanje, Frankrijk, Duitsland, Oostenrijk, Tsjechië en Slowakije. Bij Dolní Věstonice werden de Venusbeeldjes niet alleen geboetseerd maar ook in een vuur gehard. Daar is een zorgvuldig ingericht graf gevonden, waarin een vrouw van rond de veertig jaar lag opgebaard, versierd met rode oker. Haar schouderbladen waren overdekt met schouderbladbeenderen van een mammoet en er lag gereedschap bij haar. Mogelijk was het een sjamaan.
Onder de organische werktuigen zijn vooral de "bâtons de commandement" (bâtons perçés) opmerkelijk; dit zijn benen of geweien die aan één of beide uiteinden doorboord zijn, en vaak intens versierd.

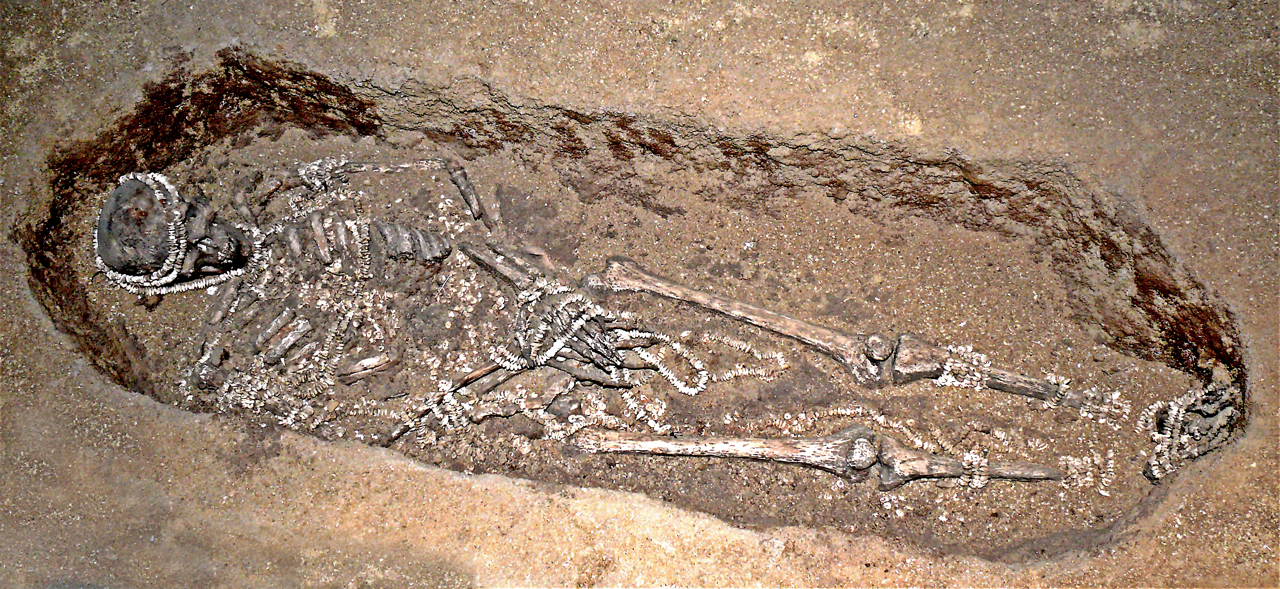
Graf van Soengir, Rusland, 24.000 jaar oud

In West- en Midden-Europa werd het Gravettien opgevolgd door het Solutréen en het Magdalénien. In Italië en Oost-Europa zette de traditie zich voort in het Epigravettien.